# 秋田県道304号払戸琴川線
秋田県道304号払戸琴川線（あきたけんどう304ごう ふっとことかわせん）は、男鹿市を通る一般県道である。

## 概要
男鹿市払戸の八郎潟の南側から北西方向へ伸び、男鹿市五里合琴川の国道101号交点へ通じる路線である。
国道101号の男鹿市五里合琴川（当県道終点）から三種町八竜（北方向）間は、2013年まで国道101号の道幅が狭く曲がりくねって土地鑑がないとわかりにくい区間だったため、当県道が迂回経路として利用されていた。この区間は、2010年ころから国道101号のバイパス工事を行い、2013年3月29日に山本郡三種町大口字中鹿から男鹿市野石字上横沢台までのバイパスの供用開始とともに解消されている。

### 路線データ
- 総延長 : 9.850 km[4]
- 実延長 : 9.831 km[4]
- 起点 : 秋田県男鹿市払戸字大堤130番1（払戸交差点、秋田県道42号男鹿八竜線交点）[5]北緯39度55分45.94秒 東経139度56分12.24秒
- 終点 : 秋田県男鹿市五里合琴川字銭神沢84番1地先（国道101号交点）[5]北緯39度58分27.39秒 東経139度51分25.82秒
- 未供用区間 : なし[4]

## 歴史
- 1983年（昭和58年）1月11日 - 払戸箱井線として秋田県道に認定される[5]。
- 2010年（平成22年）11月26日 - 国道101号のバイパス供用開始に合わせ、県道の終点を国道101号交点にするとともに県道の名称を払戸琴川線に変更する[2]。

## 路線状況

### 冬期閉鎖区間
- なし[6]

### 交通不能区間
- なし[7]

## 地理

### 交差する道路
| 施設名 | 接続路線名             | 備考 | 所在地                                             |
| ------ | ---------------------- | ---- | -------------------------------------------------- |
|        | 秋田県道42号男鹿八竜線 | 起点 | 男鹿市払戸字大堤                                   |
|        | 秋田県道54号男鹿琴丘線 |      | 男鹿市角間崎北緯39度57分19.2秒 東経139度54分54.0秒 |
|        | 国道101号              | 終点 | 男鹿市五里合琴川字銭神沢                           |

### 沿線の施設
- 払戸郵便局